# Leon Wagner
Leon Lamar Wagner (Chattanooga, Tennessee, 13 de mayo de 1934-Los Ángeles, California, 3 de enero de 2004), más conocido como Leon Wagner, fue un jugador profesional estadounidense de béisbol que se desempeñó en la posición de jardinero izquierdo en las Grandes Ligas de Béisbol (MLB). Logró obtener el premio MVP (jugador más valioso del Juego de Estrellas).

## Carrera
Wagner jugó como profesional dos temporadas en San Francisco Giants (1958-1959), después pasó por varios equipos, St. Louis Cardinals (1960), Los Angeles Angels (1961-1963), Cleveland Indians (1964-1968), Chicago White Sox (1968), y finalmente, regresó a San Francisco Giants, donde jugó una temporada (1969), y fue el equipo en el que se retiró.

## Premios
Fue galardonado con el MVP (jugador más valioso del Juego de Estrellas) en una oportunidad (1962).